# محمود يلماز
محمود يلماز (بالتركية: Mahmut Yılmaz)‏ (6 أكتوبر 1979 في ألمانيا - ) هو لاعب كرة قدم تركي في مركز الهجوم. شارك مع منتخب ألمانيا تحت 21 سنة لكرة القدم. أما مع النوادي، فقد لعب مع مانيساسبور ونادي هامبورغ ونادي تورك تليكوم ونادي هامبورغ 2 ‏ وFC Eintracht Norderstedt 03 ‏.

## وصلات خارجية
- محمود يلماز على موقع الاتحاد الدولي (مؤرشف)  (الإنجليزية)
- محمود يلماز على موقع اتحاد تركيا (لاعب) (الإنجليزية)
- محمود يلماز على موقع قاعدة بيانات كرة القدم.إي يو (الإنجليزية)
- محمود يلماز على موقع بيانات كرة القدم. دي إي (الألمانية)
- محمود يلماز على موقع عالم كرة القدم.نت (الإنجليزية)